# Visegrád 4 Bicycle Race
Das Visegrád 4 Bicycle Race ist eine Serie von vier Straßenradrennen, die in Polen, Ungarn, der Slowakei und in Tschechien, der sogenannten Visegrád-Gruppe, ausgetragen wird.
Diese Radrennen werden jeweils als Eintagesrennen veranstaltet. Im Jahr 2014 gab es die Erstaustragung dieser Rennen. Alle Rennen dieser Serie gehören zur UCI Europe Tour und sind dort in der Kategorie 1.2 eingestuft.

## Palmarès

### Visegrád 4 Bicycle Race - GP Polski
| Jahr | Sieger              | Zweiter              | Dritter               |          |
| ---- | ------------------- | -------------------- | --------------------- | -------- |
| 2014 | Erik Baška          | Jiří Hochmann        | Artur Detko           |          |
| 2015 | Bartosz Warchoł     | Leszek Pluciński     | Tomáš Koudela         |          |
| 2016 | Łukasz Owsian       | Marek Rutkiewicz     | Dariusz Batek         |          |
| 2017 | Kamil Zieliński     | Rok Korošec          | Sylwester Janiszewski |          |
| 2018 | Maciej Paterski     | Vojtěch Hačecký      | Eryk Latoń            |          |
| 2019 | Alois Kaňkovský     | Maciej Paterski      | Paweł Franczak        |          |
| 2020 | abgesagt            | abgesagt             | abgesagt              | abgesagt |
| 2021 | Itamar Einhorn      | Alois Kaňkovský      | Matteo Pongiluppi     |          |
| 2022 | Marceli Bogusławski | Tomáš Bárta          | Itamar Einhorn        |          |
| 2023 | Itamar Einhorn      | Eduard-Michael Grosu | Maciej Paterski       |          |
| 2024 | Lukáš Kubiš         | Tomasz Budziński     | Bartłomiej Proć       |          |
| 2025 | Norbert Banaszek    | Sverre Litlere       | Hubert Grygowski      |          |

### Visegrád 4 Bicycle Race - GP Czech Republic
| Jahr | Sieger           | Zweiter               | Dritter            |          |
| ---- | ---------------- | --------------------- | ------------------ | -------- |
| 2014 | Josef Černý      | Kamil Gradek          | Alessandro Mazzi   |          |
| 2015 | Paweł Bernas     | Jiří Polnický         | Oleksandr Poliwoda |          |
| 2016 | Marek Rutkiewicz | Jiří Polnický         | Michael Kukrle     |          |
| 2017 | Rok Korošec      | Sylwester Janiszewski | Josef Černý        |          |
| 2018 | Alois Kaňkovský  | Maciej Paterski       | Rok Korošec        |          |
| 2020 | abgesagt         | abgesagt              | abgesagt           | abgesagt |
| 2021 | Adam Ťoupalík    | Daniel Turek          | Karel Camrda       |          |
| 2022 | Adam Ťoupalík    | Jakub Kaczmarek       | Jan Kašpar         |          |
| 2023 | Adam Ťoupalík    | Maciej Paterski       | Márton Dina        |          |
| 2024 | Martin Voltr     | Barnabás Peák         | Paweł Szóstka      |          |
| 2025 | abgesagt         | abgesagt              | abgesagt           | abgesagt |

### Visegrád 4 Bicycle Race - GP Slovakia
| Jahr | Sieger                | Zweiter         | Dritter          |
| ---- | --------------------- | --------------- | ---------------- |
| 2014 | Paweł Bernas          | Patrik Tybor    | Andi Bajc        |
| 2015 | Alois Kaňkovský       | Erik Baška      | Jiří Hochmann    |
| 2016 | Andrij Kulyk          | Alois Kaňkovský | Błażej Janiaczyk |
| 2017 | Alois Kaňkovský       | Vojtěch Hačecký | Paweł Franczak   |
| 2018 | Maciej Paterski       | Alan Banaszek   | Rok Korošec      |
| 2019 | Alois Kaňkovský       | Paweł Franczak  | Dominik Neuman   |
| 2020 | Stanisław Aniołkowski | Alois Kaňkovský | Karol Wawrzyniak |
| 2021 | Alan Banaszek         | Jakub Murias    | Michael Kukrle   |
| 2022 | Thomas Pesenti        | Adam Ťoupalík   | Jakub Ťoupalík   |
| 2023 | Maciej Paterski       | Mateusz Grabis  | Michael Boroš    |
| 2024 | Martin Voltr          | Byron Munton    | Barnabás Peák    |
| 2025 | Cesare Chesini        | Riccardo Lucca  | Michael Boroš    |

### Visegrád 4 Bicycle Race - Kerekparverseny (GP Hungary)
| Jahr | Sieger              | Zweiter             | Dritter            |          |
| ---- | ------------------- | ------------------- | ------------------ | -------- |
| 2014 | Paweł Bernas        | Kamil Zieliński     | Marek Čanecký      |          |
| 2015 | Alois Kaňkovský     | Przemyslaw Sobieraj | Błażej Janiaczyk   |          |
| 2016 | Marek Čanecký       | Dariusz Batek       | Oleksandr Poliwoda |          |
| 2017 | Kamil Zieliński     | Josef Černý         | Adam Stachowiak    |          |
| 2018 | František Sisr      | Patryk Stosz        | Rok Korošec        |          |
| 2019 | Paweł Franczak      | Kristjan Hočevar    | Žiga Ručigaj       |          |
| 2020 | abgesagt            | abgesagt            | abgesagt           | abgesagt |
| 2021 | Michal Schlegel     | Viktor Potočki      | Viktor Filutás     |          |
| 2022 | Adam Ťoupalík       | Thomas Pesenti      | Barnabás Peák      |          |
| 2023 | Adam Ťoupalík       | Maciej Paterski     | Szymon Tracz       |          |
| 2024 | Tilen Finkšt        | Martin Voltr        | Gabriele Casalini  |          |
| 2025 | Dario Igor Belletta | János Pelikán       | Matic Žumer        |          |